# Нейросенсорная тугоухость
Нейросенсо́рная тугоухость (синонимы: перцептивная тугоухость, сенсоневральная тугоухость (англ. sensorineural hearing loss) — это потеря слуха, вызванная поражением звуковоспринимающего аппарата: структур внутреннего уха, преддверно-улиткового нерва (VIII), или центральных отделов слухового анализатора (в стволе и слуховой коре головного мозга).
Камертональный тест Вебера (англ. Weber test) для определения латерализации звука (вибрирующий камертон прикасается к средней линии головы), показывает более громкое восприятие звука лучше слышащим ухом. Тест Ринне, который сравнивает воздушную (камертон у ушной раковины) и костную (камертон у сосцевидного отростка височной кости) проводимости (пониженные при нейросенсорной тугоухости), положителен (R+), как и при нормальном слухе, то есть первый показатель выше.
Тугоухость — ослабление слуховой функции — может быть лёгкой (порог слышимости звуков частотой 500—4000 Гц выше нормы на 50 дБ), средней (50—60 дБ) и тяжёлой (более 60—70 дБ). В первом случае восприятие разговорной речи происходит с расстояния 4—6 м, во втором — от 1 до 4 м, в третьем — 0,25—1 м. Ещё большая потеря слуха определяется как глухота. Иногда при повышении порога слышимости разговорной речи до 70—90 дБ говорят о глубокой тугоухости, более 90 дБ — о глухоте.
Как правило, нейросенсорная тугоухость обусловлена дефектами сенсорно-эпителиальных (волосковых) клеток спирального (кортиева) органа улитки внутреннего уха. Нечасто встречаются сенсоневральные нарушения слуха, связанные с повреждением преддверно-улиткового (VIII черепного) нерва или слуховых центров мозга. И крайне редко повреждениями затронуты лишь центральные отделы слухового анализатора. При патологии последних порог слуховой чувствительности в норме, но качество восприятия звуков настолько низкое, что невозможно понимать речь.
- Чаще всего встречается сенсорная тугоухость, вызванная неправильным функционированием волосковых клеток, когда они либо изначально дефектны, либо были повреждены в течение жизни человека. В этиологии заболевания играют роль как внешние неблагоприятные факторы (акустическая травма, инфекция), так и внутренние отклонения (дефектные гены, приводящие к глухоте).

- Кроме того, нейросенсорная (сенсоневральная) потеря слуха может возникать как результат аномалии VIII черепного (слухового, преддверно-улиткового) нерва.

- Нейросенсорная тугоухость вследствие поражения центральных отделов слухового анализатора называется поражением слуха центрального генеза[англ.][9].

Этот тип тугоухости может также быть спровоцирован длительным воздействием очень интенсивного промышленного шума при недостаточной эффективности средств индивидуальной защиты; или, например, прослушиванием громкой музыки через наушники на протяжении нескольких часов.

## Дифференциальный диагноз
Таблица 1. Сравнение нейросенсорной (дискантовой) и кондуктивной (басовой) тугоухости
| Критерии                           | Нейросенсорная тугоухость | Кондуктивная тугоухость                                                                                           |
| Поражённые анатомические структуры | Поражён звуковоспринимающий аппарат: внутреннее ухо, черепной нерв VIII, — или центральные отделы слухового анализатора                                                                                  | Поражён звукопроводящий аппарат: среднее ухо (слуховые косточки), барабанная перепонка и наружное ухо             |
| Тест Вебера                        | Звук латерализуется в сторону лучше слышащего уха | Латерализация звука преимущественно в больное ухо (с кондуктивной тугоухостью)                                    |
| Тест Ринне                         | Положительный тест Ринне (R+); воздушное проведение успешнее костного проведения (снижены и воздушная, и костная проводимости, но разница между ними остаётся неизменной). Малый костно-воздушный разрыв | Отрицательный тест Ринне (R-); костное проведение успешнее воздушного проведения. Большой костно-воздушный разрыв |

Нейросенсорная тугоухость может быть врождённой или приобретённой.

## Врождённая нейросенсорная тугоухость
- Недостаточное развитие (аплазия) улитки внутреннего уха, в том числе, аутосомно-рецессивная аплазия Шайбе, аутосомно-доминантные аплазии Майкла, Мондини[англ.][14].
- Синдромальная (сочетающаяся с другими патологическими симптомами) нейросенсорная тугоухость, обусловленная дефектами хромосом (редко).
- Врождённая холестеатома — гиперплазия плоского эпителия[англ.] среднего уха — проявляется как инвазивная опухоль, и, если её не удалить, разрушает структуры среднего уха.
- Алкогольный синдром плода способствует развитию тугоухости у более 64 % детей, рождённых от матерей, страдающих алкоголизмом, вследствие ототоксического воздействия на развитие плода и недостаточного усвоения питательных веществ вследствие избыточного потребления алкоголя[15].
- Преждевременные роды приводят к нейросенсорной глухоте приблизительно в 5 % случаев[15].
- Хламидиоз может вызывать тугоухость у новорождённых, которым инфекция передалась от матери в процессе родов[15].
- Сифилис, как правило, передаётся от беременной женщины вынашиваемому ребёнку, и около трети заражённых детей впоследствии становятся глухими[15].
- Синдром врождённой краснухи[англ.] проявляется в виде так называемой триады Грега (нейросенсорная глухота, врождённый порок сердца, серьёзные заболевания глаз) при внутриутробном заражении вирусом.

### Генетические отклонения и тугоухость
Тугоухость может быть наследственной. Существуют и доминантные, и рецессивные гены, способствующие развитию нарушений слуха — от лёгких до глубоко выраженных. Если хотя бы у одного из родителей имеется доминантный аутосомный ген, обуславливающий глухоту,  тугоухость проявится и у потомства с вероятностью 50 %.
Нарушения слуха, вызываемые действием рецессивного гена, проявляются не всегда, а лишь у тех потомков, которым передались рецессивные гены и от отца, и от матери.
Нарушения слуха по доминантному или рецессивному типам наследования могут проявляться в форме тех или иных синдромов, но не всегда. Так, картирование генов, проведённое в последние годы, выявило десятки случаев несиндромальной (не сопряжённой с другими аномалиями) аутосомно-доминантной (DFNA#) и аутосомно-рецессивной (DFNB#) глухоты.
Среди наследственных нарушений слуха в развитых странах чаще всего встречается аутосомно-рецессивная несиндромальная глухота (DFNB1), связанная с мутацией гена GJB2, кодирующего белок коннексин 26 (англ. GJB2-related deafness, англ. connexin 26 deafness).
Самыми обычными синдромальными нарушениями слуха с аутосомно-доминантным наследованием являются синдром Стиклера и синдром Ваарденбурга (Варденбурга). К числу редких заболеваний с аутосомно-доминантным типом наследования, приводящих к нейросенсорной тугоухости, относится аутовоспалительный синдром Макла — Уэльса.
Наиболее распространённые синдромальные нарушения слуха, обусловленные наследованием по аутосомно-рецессивному типу — это синдром Пендреда (врождённая нейросенсорная глухота и зоб), синдром широкого водопровода преддверия и синдром Ушера (врождённая нейросенсорная глухота и ретинит). По такому же типу наследуется синдром Жервелла — Ланге-Нильсена (врождённая нейросенсорная тугоухость и функциональные нарушения сердца, A. Jervell, F. Lange-Nielsen, 1957). Он встречается в популяции с частотой 1:100 000 — 1:200 000, при этом большая часть больных не доживает до возраста 15 лет.
Мутации митохондриального гена MT-TL1 могут приводить к сахарному диабету, сопровождающемуся глухотой. Заболевание наследуется по материнской линии, как и прочие патологии, связанные с дефектами мтДНК человека.

## Приобретённая нейросенсорная тугоухость

### Факторы, способствующие потере слуха
- Акустические травмы — возникают из-за одномоментного интенсивных звуков или шумов.
- Продолжительное воздействие громкого шума (>80 дБ) вызывает снижение слуха сначала на высоких (4000 Гц), затем на речевых частотах (500, 1000, 2000 Гц).
- Механические травмы.
- Ототоксические лекарства:
  - антибиотики аминогликозидного ряда, например, тобрамицин;
  - петлевые диуретики[англ.], например, фуросемид;
  - антиметаболиты, например, метотрексат;
  - салицилаты, например, аспирин.
- Производственная интоксикация[5] — ототоксические вещества, применяемые в промышленности и сельском хозяйстве.
- Вирусные инфекции:
  - эпидемический паротит (свинка);
  - корь;
  - краснуха;
  - герпес;
  - грипп и прочие вирусы.
- Заболевания бактериальной этиологии:
  - скарлатина[5];
  - сифилис.
- Воспаление:
  - гнойный лабиринтит;
  - менингит;
  - аденоиды.
- Аутоиммунные и аллергические заболевания.
- Новообразования.
- Отосклероз.
- Пожилой возраст.

### Воздействие шума на рабочем месте и после работы
В России профессиональная нейросенсорная тугоухость стабильно занимает первое место среди заболеваний, вызываемых вредными физическими производственными факторами. В 2023 году она составила более четверти всех регистрируемых профессиональных заболеваний, а воздействию опасного для здоровья шума (превышающего предельно допустимый уровень) подвергался каждый шестой работник. Так, нормативный эквивалентный уровень звука, воздействующий на работающего за 8-часовую смену составляет 80 дБ(A) (A-взвешивание). Однако значительная часть работодателей не выполняет требования действующего законодательства по обеспечению безопасных и гигиеничных условий на рабочих местах, а в подавляющем большинстве случаев профессиональные заболевания в России не регистрируются, и работодатель не несёт ответственности за свои действия.
Воздействие громкого шума — более 80 дБ — к примеру, нахождение вблизи работающего реактивного двигателя, может привести к прогрессирующей тугоухости. Кроме того, временная или хроническая тугоухость может быть результатом однократного воздействия чрезмерно громкого шума (например, при взрыве). Наиболее частая причина акустической травмы — прослушивание слишком громких музыкальных выступлений. Как правило, тугоухость, вызванная шумовым воздействием, проявляется сначала в октавной полосе со среднегеометрической частотой 4000 Гц, захватывая в дальнейшем речевые частоты (500—2000 Гц).
Чем громче шум, тем короче должна быть продолжительность его воздействия — для предотвращения вредного влияния на слух. Чтобы оставаться в пределах безопасной нормы, продолжительность воздействия шума должна сокращаться вдвое при увеличении громкости на каждые 3 дБ. Так, если продолжительность безопасного воздействия шума громкостью 80 дБ(A) равна 8 часам, то при громкости 92 дБ(A) она составляет лишь 30 минут. Иногда используют иной алгоритм расчётов: продолжительность безопасного воздействия шума уменьшают вдвое при дополнительном повышении громкости не на 3 дБ, а на 5 дБ.
Агентство по охране окружающей среды США и многие штаты установили свои стандарты предельно допустимых уровней шума для охраны здоровья населения. Так, согласно стандартам EPA, эквивалентный уровень шума для предотвращения развития тугоухости у людей составляет 70 дБ(A) при воздействии в течение 24 часов (EPA, 1974).
Жители окрестностей аэропортов или скоростных автострад подвержены шумовому воздействию (как правило, от 65 до 75 дБ по шкале A). Если окна в комнате постоянно открыты, или человек длительное время находится вне помещения, то такое шумовое воздействие со временем может привести к снижению слуха.
Портативные аудиопроигрыватели, такие как iPod, способны воспроизводить звук, достаточно мощный для того, чтобы спровоцировать развитие тугоухости. Как правило, громкость их звучания может превышать 115 дБ. В то же время имеются данные, что даже менее громкие звуки (70 дБ) могут привести к потере слуха.

### Механические травмы и нейросенсорная тугоухость
Механические травмы — переломы и трещины височной кости, затронувшие улитку и среднее ухо, либо резаные раны с повреждением VIII черепного нерва — могут привести к развитию нейросенсорной тугоухости. При травме возможно повреждение не только структур уха, но и слуховых центров головного мозга, обрабатывающих звуковую информацию. У пациентов с травмами головы зачастую наблюдается тугоухость или звон в ушах — временно или постоянно.

### Ототоксические вещества и лекарства
См. также Ототоксичность
Ряд химических веществ может повреждать слух, причём эффект усиливается при сопутствующем воздействии на работника сильного шума. 
Некоторые лекарственные препараты приводят к повреждениям структур уха, поэтому их применение ограничено.
Наиболее опасны антибиотики аминогликозидного ряда (основной препарат — гентамицин). Они избирательно накапливаются в эндо- и перилимфе, а в сочетании с диуретиками могут необратимо поражать нейросенсорные структуры внутреннего уха. Примеры: тобрамицин, стрептомицин, мономицин, канамицин, амикацин.
По-видимому, злоупотребление гидрокодоном (входит в состав препарата викодин) также может приводить к перцептивной тугоухости. Существует мнение, что ухудшение слуха Раша Лимбо было отчасти вызвано склонностью этого популярного в США радиоведущего к использованию наркотических обезболивающих средств, таких как викодин и оксиконтин.
Некоторые препараты могут вызывать обратимые нарушения слуха. Это ряд диуретиков, силденафил , НПВС (НПВП), макролидные антибиотики.

### Вирусные инфекции и нейросенсорная тугоухость
Перцептивная тугоухость может быть вызвана инфекционными заболеваниями, такими как корь, краснуха, грипп, герпес.
Эпидемический паротит (свинка) может приводить к глубокой нейросенсорной тугоухости и глухоте — с повышением индивидуального порога слышимости на 90 дБ или более, односторонней (одно ухо) или двусторонней (оба уха).
У пациентов с диагнозом СПИД или предСПИД нередко обнаруживаются нарушения слуха, поскольку ВИЧ и ассоциированные с ним оппортунистические инфекции могут воздействовать непосредственно на улитку и центральные отделы слуховой системы.

### Воспаление и связанная с ним потеря слуха
К полной потере слуха могут привести воспаление внутреннего уха (гнойный лабиринтит) и воспаление оболочек мозга (менингит). Аденоидные разращения, которые не исчезли в подростковом возрасте, могут увеличиваться и в дальнейшем, приводя к снижению проходимости евстахиевой трубы, кондуктивным нарушениям слуха и назальным инфекциям, переходящим на среднее ухо.

### Патологические иммунные реакции и тугоухость

#### Аллергические заболевания
- Одно из возможных осложнений аллергического ринита — хронический серозный отит среднего уха — самая распространённая причина тугоухости у детей в США[27].

#### Аутоиммунитет
Аутоиммунные заболевания, как выяснилось в последнее время[когда?], могут быть причиной повреждения улитки внутреннего уха. Хотя случаи, когда собственно структуры улитки являются единственной специфической мишенью аутоиммунных процессов, скорее всего, являются очень редкими; обычно патологические изменения затрагивают и другие органы. Так, к числу аутоиммунных заболеваний, вызывающих множественные патологии и приводящих к потере слуха, относится гранулёматоз Вегенера.

### Патологические новообразования и тугоухость
- Новообразования мостомозжечкового треугольника. Мостомозжечковый треугольник (угол) — область мозга между варолиевым мостом и мозжечком. Отсюда выходят лицевой нерв (VII черепной, CN7) и преддверно-улитковый (вестибулокохлеарный) нерв (VIII черепной, CN8). У пациентов с такими опухолями зачастую наблюдаются объективные признаки и симптомы сдавливания и того, и другого нервов.
- Невринома слухового нерва (англ. acoustic neuroma) — вестибулярная шваннома — доброкачественная опухоль, возникшая вследствие деления Шванновских клеток;
- Менингиома — доброкачественная опухоль мягкой мозговой оболочки или паутинной оболочки мозга.

### Отосклероз как причина нейросенсорной тугоухости
- Отосклероз характеризуется патологическим разрастанием костной ткани вокруг основания стремени — одной из слуховых косточек среднего уха, что приводит к неподвижности этой косточки и кондуктивной тугоухости[28]. Впоследствии отосклеротический процесс может проявиться и в различных отделах внутреннего уха, вызывая нейросенсорную тугоухость[5].

## Клинические проявления нейросенсорной тугоухости

### Внезапная нейросенсорная тугоухость
Внезапная нейросенсорная тугоухость — потеря слуха в очень короткие сроки — до 12 часов (при больших сроках — до суток — патологию чаще всего определяют как острая тугоухость). Может быть спровоцирована аллергическими реакциями, обусловленными иммуноглобулинами класса E (IgE) — на пищевые продукты, пыльцу растений, споры грибов и прочие аллергены.
Идиопатическая внезапная нейросенсорная тугоухость (англ. Idiopathic Sudden Sensorineural Hearing Loss, ISSHL) встречается как следствие нарушения кровоснабжения (сосудистой ишемии) внутреннего уха (CN 8); из-за образования перилимфатического свища (англ. perilymph fistula) — как правило, возникает из-за перфорации круглого (англ. round window) или овального англ. oval window) окна и сопровождается истечением перилимфы (англ. perilymph); типичны головокружение, потеря равновесия (англ. imbalance); в анамнезе — повышенное внутричерепное давление или травма;

### Болезнь Меньера
Болезнь Меньера вызывает нейросенсорную тугоухость в диапазоне низких частот (125—1000 Гц). Характерны приступы внезапного головокружения, длящиеся от нескольких минут до нескольких часов, предваряемые звоном в ушах, ощущением их заложенности и неустойчивой потерей слуха.

### Пресбиакузис
Пресбиакузис — нарушение слуха вследствие потери восприятия преимущественно высоких частот, наблюдающееся у людей пожилого возраста. Рассматривается рядом исследователей как дегенеративный процесс, хотя в настоящее время обусловленность этого заболевания именно возрастными изменениями всё ещё не доказана (См. выше: Длительное пребывание в шумной среде).

## Лечение
Прежде нейросенсорная потеря слуха корректировалась лишь с помощью слуховых аппаратов, усиливающих звуки в частотном диапазоне, охваченном тугоухостью. Сейчас для этих целей всё чаще используются кохлеарные имплантаты, которые напрямую стимулируют слуховой нерв. При невозможности проведения кохлеарной имплантации может выполняться стволомозговая имплантация, но технология подобных операций ещё недостаточно отработана, и пока что они выполняются нечасто.
Имеются указания на то, что приём идебенона (англ. idebenone) — одиночный или в сочетании с витамином E — замедляет наступление тугоухости, или, возможно, излечивает её. Такой способ лечения сейчас рассматривается в качестве экспериментального.
По сообщению ряда аудиологов и оториноларингологов, тяжёлая нейросенсорная тугоухость, обусловленная воздействием шума свыше 140 дБ, зачастую может быть вылечена практически полностью, если безотлагательно (до истечения суток) предпринять курс лечения стероидными препаратами. Но эффективность этого нового метода требует дальнейшей проверки.
По информации специалистов Мичиганского университета, приём высоких доз витаминов A, C и E с магнием за час до шумового воздействия, и продолжение подобного лечения раз в сутки в течение пяти дней — эффективный способ предотвращения хронической тугоухости у животных, вызванной влиянием шума.
Эксперименты по трансплантации стволовых клеток, взятых из слизистой оболочки носа взрослого человека, в структуры улитки внутреннего уха лабораторных мышей, проведённые учёными университета Нового Южного Уэльса и Института медицинских исследований Гарвана (Сидней, Австралия), показали, что на ранних стадиях развития нейросенсорной тугоухости подобные хирургические процедуры способствуют сохранению слуховой функции.
Танакан — торговая марка международного рецептурного так и безрецептурного лекарственного экстракта Гинкго билоба. Классифицируется как сосудорасширяющее средство. Среди его исследовательских целей — лечение нейросенсорной глухоты и тиннитуса, предположительно сосудистого происхождения.
Коэнзим Q10 — вещество, похожее на витамин, с антиоксидантными свойствами. Он вырабатывается в организме, но с возрастом его уровень падает.
Эбселен — синтетическая молекула лекарства, которая имитирует глутатионпероксидазу (GPx), важный фермент во внутреннем ухе, который защищает его от повреждений, вызванных громкими звуками или шумом.